# Jean-Pierre Aubin
Jean-Pierre Aubin, est un mathématicien français, né le 19 février 1939 à Abidjan en Côte d'Ivoire.
Jean-Pierre Aubin est le fondateur de la théorie de la viabilité. Il a organisé dans les livres publiés, en 1991 et 2011 ses travaux sur les systèmes dynamiques non linéaires, jeux différentiels, contrôle optimal, traitant de la compatibilité d'un système dynamique avec des contraintes dans l'espace d'état.

## Publications
- Applied Viability Theory. Regulation of Viable and Optimal Evolutions, Springer-Verlag
- Mutational and morphological analysis: tools for shape regulation and morphogenesis, Birkhäuser 1999,  (ISBN 978-0817639358)
- Dynamic economic theory: a viability approach, Springer-Verlag 1997,  (ISBN 978-3642645426)
- Neural networks and qualitative physics: a viability approach, Cambridge University Press 1996,  (ISBN 978-1107402843)
- Viability theory, Birkhäuser 1991, Review durch Berkovitz, Bulletin AMS 1994
- avec Hélène Frankowska: Set-valued analysis, Birkhäuser 1990,  (ISBN 978-0817648473)
- avec Arrigo Cellina: Differential inclusions, Springer-Verlag, Grundlehren der math. Wissenschaften 1984,  (ISBN 978-3642695148)
- avec Ivar Ekeland: Applied nonlinear analysis, Dover Publications 2006,  (ISBN 978-0486453248)
- Mathematical methods of game and economic theory, North-Holland (Studies in Mathematics and its applications Bd.7), 1979, 1982, 2008 Dover Publications,  (ISBN 978-0486462653)
- Approximation of elliptic boundary-value problems, Wiley-Interscience 1972, 2007 Dover Publications (ISBN 0486457915)
- Applied functional analysis, Wiley Interscience. 1979, 2. édition 2000,  (ISBN 9780471179764)
- Optima and equilibria, Springer-Verlag, 1993, 1998,  (ISBN 978-3642084461)
- Initiation à l'analyse appliquée, Masson 1994  (ISBN 978-2225843815)
- Exercices d'analyse non linéaire, Masson 1987  (ISBN 978-2225810558)
- Explicit methods of optimization, Gauthier-Villars, 1984  (ISBN 9782040155759)
- Applied abstract analysis, Wiley Interscience 1977  (ISBN 9780471021469)
- La mort du devin, l'émergence du démiurge. Essai sur la contingence et la viabilité des systèmes, Éditions Beauchesne (ISBN 9782701015040)